# Ruud Kuijten
Ruud Kuijten (* 7. Oktober 1973 in Nuenen) ist ein belgischer Badmintonspieler niederländischer Herkunft.

## Karriere
Ruud Kuijten nahm 2000 im Herreneinzel an Olympia teil. Er unterlag dabei nach einem Freilos in der 2. Runde und wurde somit 17. in der Endabrechnung. Kuijten war bereits in den Niederlanden Meister geworden, bevor er nach Belgien wechselte und auch dort Meister wurde. 1998 siegte er bei den Hungarian International und den Irish Open.

## Sportliche Erfolge
| Saison    | Veranstaltung                                   | Disziplin    | Platz | Name                              |
| --------- | ----------------------------------------------- | ------------ | ----- | --------------------------------- |
| 1992      | Niederlande: Einzelmeisterschaften der Junioren | Mixed        | 1     | Ruud Kuijten / Sylvia Fransen     |
| 1992      | Niederlande: Einzelmeisterschaften der Junioren | Herrendoppel | 1     | Ruud Kuijten / Ron Leunissen      |
| 1994      | Niederlande: Einzelmeisterschaften              | Herrendoppel | 1     | Ruud Kuijten / Joris van Soerland |
| 1998      | Hungarian International                         | Herreneinzel | 1     | Ruud Kuijten                      |
| 1998      | Irish Open                                      | Mixed        | 1     | Ruud Kuijten / Manon Albinus      |
| 1998/1999 | EBU Circuit                                     | Herreneinzel | 1     | Ruud Kuijten                      |
| 1998/1999 | Belgien: Einzelmeisterschaften                  | Herreneinzel | 1     | Ruud Kuijten                      |
| 1998/1999 | Belgien: Einzelmeisterschaften                  | Mixed        | 1     | Ruud Kuijten / Manon Albinus      |
| 1999/2000 | Belgien: Einzelmeisterschaften                  | Herreneinzel | 1     | Ruud Kuijten                      |
| 1999/2000 | Belgien: Einzelmeisterschaften                  | Mixed        | 1     | Ruud Kuijten / Manon Albinus      |
| 2000      | Olympia                                         | Herreneinzel | 17    | Ruud Kuijten                      |
| 2000/2001 | Belgien: Einzelmeisterschaften                  | Herreneinzel | 1     | Ruud Kuijten                      |
| 2001/2002 | Belgien: Einzelmeisterschaften                  | Herreneinzel | 1     | Ruud Kuijten                      |
| 2002/2003 | Belgien: Einzelmeisterschaften                  | Herreneinzel | 1     | Ruud Kuijten                      |
| 2003/2004 | Belgien: Einzelmeisterschaften                  | Herreneinzel | 1     | Ruud Kuijten                      |
| 2003/2004 | Belgien: Einzelmeisterschaften                  | Herrendoppel | 1     | Wouter Claes / Ruud Kuijten       |
| 2004/2005 | Belgien: Einzelmeisterschaften                  | Herrendoppel | 1     | Wouter Claes / Ruud Kuijten       |
| 2004/2005 | Belgien: Einzelmeisterschaften                  | Herreneinzel | 1     | Ruud Kuijten                      |